# Pferdsdorf (Krauthausen)
Pferdsdorf ist ein landwirtschaftlich geprägter Ortsteil der Gemeinde Krauthausen im Wartburgkreis in Westthüringen, unmittelbar an der Landesgrenze zu Hessen. Der Ortsteil liegt etwa fünf Kilometer Luftlinie westlich von Krauthausen westlich der Werra. Im März 2021 hatte Pferdsdorf-Spichra 410 Einwohner.

## Geografie
An die Gemarkung grenzt im Norden der Ortsteil Creuzburg der Stadt Amt Creuzburg, im Osten Spichra, im Süden die Eisenacher Stadtteile Hörschel und Wartha sowie im Westen die hessische Gemeinde Herleshausen und deren Ortsteil Willershausen.
Durch den Ort fließt der Pferdsbach, ein orografisch  linker Zufluss der Werra, welcher östlich des Ortes in diese mündet.
Die höchste Erhebung ist der Kielforst im Süden der Gemarkung. Die geographische Höhe des Ortes beträgt 208 m ü. NN.
Die ortsbildprägende, 300 bis 350 Jahre alte Linde am Friedhof wurde 1966 als Naturdenkmal ausgewiesen.

## Geschichte
Die Landschaft um Pferdsdorf war fuldaisches Lehen. 1454 wurde das Lehen auf Jürgen von Reckerode übertragen. Das ausgedehnte Waldgebiet auf dem Kielforst südlich von Pferdsdorf gehörte zum Besitz des Creuzburger Jakobsklosters. Die Gemeinde Pferdsdorf konnte diesen Wald als genossenschaftliches Eigentum erwerben und setzte sich damit gegen die Interessen der Creuzburger Saline durch.
Die Dorfkirche Pferdsdorf wurde 1766 am Platz und aus Mauerresten einer vorreformatorischen Kapelle errichtet und ist ein schlichter Barockbau. Das Ostportal des ummauerten Kirchhofes, mit einem steinernen Rundbogen überwölbt, lässt im Scheitel nur undeutlich die Jahreszahl 1560 erkennen.
1879 wurden, basierend auf der Volkszählung von 1875, statistische Angaben zum Ort  publiziert. Pferdsdorf hatte in diesem Jahr 46 Wohnhäuser mit 236 Einwohnern. Die Größe der Flur betrug 424,4 ha, davon Höfe und Gärten 7,9 ha, Wiesen 44,1 ha, Ackerfläche 221,5 ha, Wald 100,2 ha, Teiche, Bäche und Flüsse 5,5 ha. Auf Wege, Triften, Ödland und Obstbauplantagen entfielen 45,1 ha. Beachtlich war auch der Viehbestand: Pferdsdorf hatte 31 Pferde, 172 Rinder, 180 Schafe, 131 Schweine und 21 Ziegen sowie 32 Bienenstöcke.
Die Hoffnung auf eine Industrialisierung wurde ab 1910 durch die Vorbereitung der Gründung einer Ziegelei bei Creuzburg genährt, diese entstand auch und produzierte bis Anfang der 1950er Jahre.
Pferdsdorf gehörte zu den ersten Orten in Thüringen, die am 1. April 1945 von amerikanischen Truppen eingenommen wurden, während die Einwohner noch in ihren Verstecken am Kielforst die Zerstörung der benachbarten Stadt Creuzburg und die Kämpfe um die Werralinie bei Spichra und Hörschel beobachteten.
Von 1949 bis 1990 war die Entwicklung des Ortes durch die Lage im Sperrgebiet der Innerdeutschen Grenze geprägt. 1974 wurde Pferdsdorf mit Spichra zur Gemeinde Pferdsdorf-Spichra vereint. Im März 1994 wurde die bis dahin selbständige Gemeinde Pferdsdorf-Spichra nach Krauthausen eingemeindet.

## Verkehr
Durch den Süden verläuft die Bundesautobahn 4 auf der Werratalbrücke Hörschel. Anschluss an die Fernstraße besteht in Eisenach-West bei Deubachshof sowie nahe Herleshausen. Eine Kreisstraße verbindet Pferdsdorf mit der Landesstraße 1017, die bis 2009 als Bundesstraße 7a gewidmet war und in Richtung Eisenach oder Herleshausen führt. Krauthausen ist durch Buslinien des Verkehrsunternehmen Wartburgmobil mit Creuzburg (Linie 176) und Eisenach (Linie 174, über Krauthausen) verbunden.
Von 1907 bis 1962 hatte Pferdsdorf einen Bahnhof an der Strecke Schwebda–Wartha, welche mit Eisenach, Creuzburg, Mihla, Treffurt, Wanfried und Eschwege verband. Der Personenverkehr zwischen Wartha und Mihla wurde 1962 eingestellt. Als letztes Relikt befindet sich östlich des Ortes die Ruine einer Brücke über den Pferdsbach.

## Persönlichkeiten
- Horst Wagner (1929–1995), Skilanglauftrainer